# دينيس إينكين
دينيس إينكين (بالروسية: Инкин, Денис Анатольевич) مواليد 7 يناير 1978 في نوفوسيبيرسك، هو ملاكم محترف روسي يصنف ضمن فئة وزن فوق المتوسط. حقق بطولة منظمة الملاكمة العالمية.

## إحصائيات
خاض خلال مسيرته 35 نزالا، فاز في 34 وخسر في 1. فاز بالضربة القاضية في 24 نزالا.

## روابط خارجية
- دينيس إينكين على موقع بوكس ريك (الإنجليزية) (registration required)